# Castellet 6-timmars

Circuit Paul Ricard

Castellet 6-timmars är en långdistanstävling för sportvagnar som körs på Circuit Paul Ricard i franska Le Castellet.

## Historia
I början av 1970-talet hölls sportvagnstävlingar på Paul Ricard-banan som en deltävling i sportvagns-EM för tvålitersvagnar. Vid två tillfällen ingick tävlingen i sportvagns-VM. Under 1980-talet hölls tävlingar i det nationella franska mästerskapet. Tävlingsdistansen har varierat under åren.
Sedan 2010 ingår loppet i Le Mans Series.

## Vinnare
| År        | Förare                                                | Bil                    | Distans        | Mästerskap                         |                |
| --------- | ----------------------------------------------------- | ---------------------- | -------------- | ---------------------------------- | -------------- |
| 1970      | Brian Redman                                          | Chevron B16-Ford       | 320 km         | Sportvagns-EM                      |                |
| 1971      | Helmut Marko Jean-Pierre Jabouille                    | Lola T212-Ford         | 3 timmar       | Sportvagns-EM                      |                |
| 1972      | Gérard Larrousse                                      | Lola T210-Ford         | 2 timmar       | Sportvagns-EM                      |                |
| 1973      | John Lepp                                             | Chevron B23-Ford       | 2 timmar       | Sportvagns-EM                      |                |
| 1974      | Alain Cudini                                          | Alpine A441 -Renault   | 225 km         | Sportvagns-EM                      |                |
| 1974      | Jean-Pierre Beltoise Jean-Pierre Jarier               | Matra-Simca MS670      | 1000 km        | Sportvagns-VM                      |                |
| 1975-1976 | Inga tävlingar                                        | Inga tävlingar         | Inga tävlingar | Inga tävlingar                     | Inga tävlingar |
| 1977      | Arturo Merzario Jean-Pierre Jarier                    | Alfa Romeo T33/SC/12   | 500 km         | Sportvagns-VM (WSC)                |                |
| 1978-1982 | Inga tävlingar                                        | Inga tävlingar         | Inga tävlingar | Inga tävlingar                     | Inga tävlingar |
| 1983      | Max Mamers                                            | Grac MT14S-Simca       |                | Championnat de France des Circuits |                |
| 1984      | Dominique Lacaud                                      | Lola-BMW               | 50 km          | Championnat de France des Circuits |                |
| 1985      | Bruno Sotty                                           | Osella PA8-BMW         |                | Championnat de France des Circuits |                |
| 1986-1993 | Inga tävlingar                                        | Inga tävlingar         | Inga tävlingar | Inga tävlingar                     | Inga tävlingar |
| 1994      | Bob Wollek Jean-Pierre Jarier Jésus Pareja            | Porsche 911 Turbo S LM | 4 timmar       | BPR Global GT Series               |                |
| 1995      | Ray Bellm Maurizio Sandro Sala                        | McLaren F1 GTR         | 4 timmar       | BPR Global GT Series               |                |
| 1996      | Ray Bellm James Weaver                                | McLaren F1 GTR         | 4 timmar       | BPR Global GT Series               |                |
| 1997      | Ingen tävling                                         | Ingen tävling          | Ingen tävling  | Ingen tävling                      | Ingen tävling  |
| 1998      | Didier Theys Fredy Lienhard                           | Ferrari 333 SP         | 2,5 timmar     | International Sports Racing Series |                |
| 1999-2009 | Inga tävlingar                                        | Inga tävlingar         | Inga tävlingar | Inga tävlingar                     | Inga tävlingar |
| 2010      | Allan McNish Rinaldo Capello                          | Audi R15 TDI           | 8 timmar       | Le Mans Series                     |                |
| 2011      | Emmanuel Collard Christophe Tinseau Julien Jousse     | Pescarolo 01-Judd      | 6 timmar       | Le Mans Series                     |                |
| 2012      | Mathias Beche Pierre Thiriet                          | Oreca 03-Nissan        | 6 timmar       | Le Mans Series                     |                |
| 2013      | Brendon Hartley Jonathan Hirschi                      | Oreca 03-Nissan        | 3 timmar       | Le Mans Series                     |                |
| 2014      | Gary Hirsch Christian Klien Pierre Ragues             | Morgan LMP2-Judd       | 4 timmar       | Le Mans Series                     |                |
| 2015      | Gary Hirsch Jon Lancaster Björn Wirdheim              | Gibson 015S- Nissan    | 4 timmar       | Le Mans Series                     |                |
| 2016      | Pierre Thiriet Mathias Beche Mike Conway              | Oreca 05-Nissan        | 4 timmar       | Le Mans Series                     |                |
| 2017      | Matevos Isaakyan Egor Orudzhev                        | Dallara P217-Gibson    | 4 timmar       | Le Mans Series                     |                |
| 2018      | Norman Nato Paul Petit Olivier Pla                    | Oreca 07-Gibson        | 4 timmar       | Le Mans Series                     |                |
| 2019      | James Allen Ben Hanley Henrik Hedman                  | Oreca 07-Gibson        | 4 timmar       | Le Mans Series                     |                |
| 2020      | Alex Brundle Will Owen Job van Uitert                 | Oreca 07-Gibson        | 4 timmar       | Le Mans Series                     |                |
| 2021      | Franco Colapinto Roman Rusinov Nyck de Vries          | Aurus 01-Gibson        | 4 timmar       | Le Mans Series                     |                |
| 2022      | Lorenzo Colombo Louis Delétraz Ferdinand von Habsburg | Oreca 07-Gibson        | 4 timmar       | Le Mans Series                     |                |
| 2023      | James Allen Alex Lynn Kyffin Simpson                  | Oreca 07-Gibson        | 4 timmar       | Le Mans Series                     |                |
| 2024      | Sebastián Álvarez Tom Dillmann Vladislav Lomko        | Oreca 07-Gibson        | 4 timmar       | Le Mans Series                     |                |
| 2025      | Jamie Chadwick Mathys Jaubert Daniel Juncadella       | Oreca 07-Gibson        | 4 timmar       | Le Mans Series                     |                |